# Strada provinciale 125 Roddino - Serralunga
La strada provinciale Roddino-Serralunga (SP 125) è una strada provinciale italiana il cui percorso si snoda in Piemonte nei comuni di Roddino e Serralunga d'Alba.

## Percorso
Inizia con una diramazione dalla SP 57 nelle vicinanze del comune di Roddino, attraversa il comune di Serralunga e confluisce nella SP 3 nei pressi del Gallo d'Alba.